# Florence Lepron
Florence Lepron (16 de janeiro de 1985) é uma basquetebolista profissional francesa, medalhista olímpica.

## Carreira
Florence Lepron integrou a Seleção Francesa de Basquetebol Feminino, em Londres 2012, conquistando a medalha de prata.